# Municipio de East Nottingham
El municipio de East Nottingham (en inglés: East Nottingham Township) es un municipio ubicado en el condado de Chester en el estado estadounidense de Pensilvania. En el año 2000 tenía una población de 5516 habitantes y una densidad poblacional de 106,3 personas por km².

## Geografía
El municipio de East Nottingham se encuentra ubicado en las coordenadas 39°44′00″N 75°58′59″O / 39.73333, -75.98306.

## Demografía
Según la Oficina del Censo en 2000 los ingresos medios por hogar en la localidad eran de $53 864 y los ingresos medios por familia eran de $57 904. Los hombres tenían unos ingresos medios de $39 920 frente a los $31 731 para las mujeres. La renta per cápita de la localidad era de $19 710. Alrededor del 8,7% de la población estaba por debajo del umbral de pobreza.